# Bezannes
Bezannes é uma comuna francesa na região administrativa do Grande Leste, no departamento de Marne. Estende-se por uma área de 8.01 km², e possui 2.550 habitantes, segundo o censo de 2018, com uma densidade de 320 hab/km².